# Francesco Dall'Ongaro

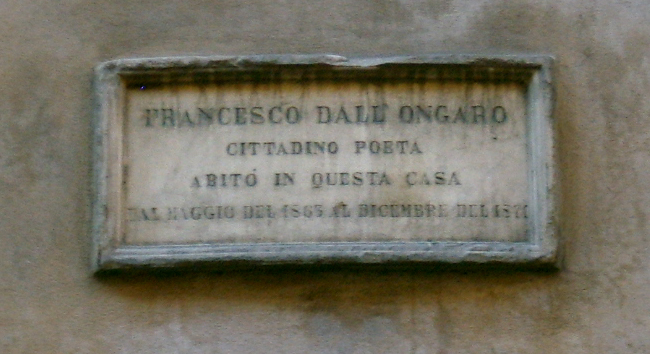
Targa a Francesco Dall'Ongaro nella casa in cui visse, in via San Niccolò a Firenze

Francesco Dall'Ongaro (Dall'Óngaro; Mansuè, 19 giugno 1808 – Napoli, 10 gennaio 1873) è stato un poeta, drammaturgo e librettista italiano.

## Biografia
Ordinato sacerdote, smise l'abito talare e dal 1848-49 prese parte ai moti rivoluzionari di Venezia e Roma, entrando in contatto con Giuseppe Mazzini.
Nel 1849 riparò a Lugano, collaborò alla redazione dell'Archivio triennale edito dalla Tipografia Elvetica di Capolago. Entrò in contrasto con gli esuli federalisti di Carlo Cattaneo.
Nel 1853 venne espulso dalla Svizzera, perché coinvolto nelle insurrezioni mazziniane, e riparò in Belgio.
Nel 1859 rientrò in Italia, stabilendosi a Firenze, dove divenne docente di letteratura drammatica e aprì la sua casa a rinomati letterati e artisti. 
I suoi lavori, in particolar modo Stornelli italiani, hanno un valore di canto patriottico popolare, rievocando in chiave di affettuosa semplicità la storia del Risorgimento.
Ebbe un affetto paterno per Mario Rapisardi che, riconoscente, gli rese onore nell'XI canto del Lucifero e gli indirizzò il suo concittadino Giovanni Verga, col quale subito intrecciò una sincera amicizia.
(M. Rapisardi)
Era "notoriamente Massone", almeno secondo Giordano Gamberini.
Il poeta provenzale Frédéric Mistral, premio Nobel per la letteratura (1904), gli dedicò un'ode (Au Pouèto Italian Dall'Ongaro) nell'opera Lis Isclo d'Or (Le isole d'oro), (1875).
Morì a Napoli nel 1873.

## Opere
- Il Venerdi Santo : scena della vita di L. Byron: canto / di Francesco Dall'Ongaro - Padova - 1837.
- Odi quattro alla amica ideale / di Francesco Dall'Ongaro - Venezia - 1837.
- La luna del miele : scene della vita conjugale / [Dall'Ongaro] - Trieste - 1838.
- Un duello sotto Richelieu : melodramma in due atti: da rappresentarsi nell'I.R. Teatro alla Scala l'autunno 1839 / [musica del maestro Federico Ricci] - Milano: Ricordi, Giovanni Truffi, Gaspare, 1839.
- La maschera del Giovedì grasso : ballata inedita / di F. Dall'Ongaro - Udine - 1843.
- Poesie scelte /di Francesco Dall'Ongaro - Firenze - 1844.
- La memoria. Nuove ballate di Francesco dall'Ongaro con note storiche (Venezia, Tip. Merlo) s.d. (ma 1844).
- Il fornaretto : dramma storico / di Francesco Dall'Ongaro - Trieste - 1846.
- Viola tricolor : scene familiari / di F. Dall'Ongaro - Padova - 1846.
- Il Venerdi santo : scena della vita di lord Byron: aggiuntivi alcuni cantici sacri / di Francesco Dall'Ongaro - Torino - 1847.
- Il Bucintoro / [Dall'Ongaro! - [S.l.S.l. Tip. dei successori di Le Monnier, s.d.
- I dalmati : dramma / di Francesco Dall'Ongaro - Torino - 1847.
- Opere complete di Francesco Dall'Ongaro - Torino - 1846-1847.
- La bandiera tricolore /Parole di: Francesco Dall'Ongaro/Musica di: Cordigliani /1848 (circa).
- Ai gloriosi martiri delle barricate / di Francesco Dall'Ongaro, 1848.
- Inno repubblicano / di Francesco Dall'Ongaro - [Roma? - 1849?].
- Canti popolari di Francesco Dall'Ongaro : (1845-1849) - Capolago - 1849.
- Venezia : l'11 agosto 1848, memorie storiche / di Francesco Dall'Ongaro - Capolago - 1850.
- Nuovi canti popolari : raccolti e accomodati alla musica / per cura di F. Dall'Ongaro - Italia - 1851.
- Figlie del popolo : novelle / di Francesco Dall'Ongaro - Torino - 1855.
- È Garibaldi : canzone / di F. Dall'Ongaro - Firenze - 1859.
- Petrarca alla corte d'amore : Dramma Lirico / Giulio Roberti; libretto: F. Dall'Ongaro - Torino: Fodratti fratelli, 1859.
- Se siete buona come siete bella / stornello toscano di Francesco Dall'Ongaro; posto in musica da Carlotta Ferrari da Lodi - Torino - [186.?].
- Il diavolo e il vento : ballata / di F. Dall'Ongaro - Firenze - 1860.
- Bianca Cappello : dramma in cinque atti, versi / di F. Dall'Ongaro - Torino - 1860.
- I volontari della morte : ballata / di Francesco Dall'Ongaro; [con scritto di P. Thouar] -Firenze - 1860.
- Pio IX / per Francesco Dall'Ongaro - Torino - 1861.
- I volontari della morte : ballata / di Francesco Dall'Ongaro - Firenze - 1861.
- Baron Ricasoli, prime minister of Italy: a biography / from the italian of F. Dall'Ongaro - London - 1861.
- Stornelli italiani / Francesco Dall'Ongaro - Milano - 1862.
- La resurrezione di Marco Cralievic : fantasia drammatica / di Francesco Dall'Ongaro - Firenze, Tip. Garibaldi - 1863.
- L'ultimo barone : dramma storico tratto dalle cronache venete del secolo 17. / per F. Dall'Ongaro - Torino - 1863.
- Il sogno di Venezia : scena lirica / di Francesco Dall'Ongaro - Napoli - 1864.
- Garibaldina. Inno di guerra dei volontari italiani, con una lettera del generale Garibaldi / [Dall'Ongaro] - Firenze - [1866?].
- Istoria del diavolo : raccontata alla Società delle letture scientifiche e letterarie in Milano / da Francesco Dall'Ongaro - Milano - 1865.
- I gesuiti giudicati da se medesimi : documenti e fatti concernenti la compagnia di Gesù / con prefazione e note del professore F. Dall'Ongaro - Milano Firenze - 1865.
- Sei canti nazionali / di F. Dall'Ongaro - Firenze - 1866.
- Fantasie drammatiche e liriche / di Francesco Dall'Ongaro - Firenze - 1866.
- Acqua alta : schizzo comico / di Francesco Dall'Ongaro - Venezia - 1867.
- Clementina Cazzola : ricordi / Dall'Ongaro Francesco - Firenze - 1868.
- L'arte italiana a Parigi nell'esposizione universale del 1867 : ricordi / di F. Dall'Ongaro - Firenze - 1869.
- Viva l'Italia: il 25 dicembre 1870 / Dall'Ongaro! - Firenze.
- Il sogno di Garibaldi / Francesco Dall'Ongaro - Firenze - [1871?].
- Le tre giornate d'Italia nell'anno 1870 / F. Dall'Ongaro - Milano - 1871.
- A Eugenio Agneni per il suo quadro le ombre dei grandi toscani : sogno d'un esule /F. Dall'Ongaro! - Paris - 1857.
- Studj critici sul teatro indiano / per Francesco Dall'Ongaro - Firenze - 1873.
- Scritti d'arte / di Francesco Dall'Ongaro - Milano Napoli - 1873.
- La betulia liberata : poemetto inedito / di Francesco Dall'Ongaro - Venezia - 1874.
- L'amante di richiamo : Melodramma Giocoso / Federico Ricci; libretto: F. Dall'Ongaro - Torino: Fodratti.
- Guglielmo Tell : dramma inedito in cinque atti / _Di] Francesco dall'Ongaro - Milano - 1876.
- Il convito di Baldassare / libretto in 4 atti di Francesco Dall'Ongaro; musica di Giorgio Miceli. Da rappresentarsi per la prima volta al R. Teatro S. Carlo, stagione  - Napoli - 1878.
- Stornelli politici e non politici / Dall'Ongaro - MilanoTipografia P. B. Bellini e C. - 1883.
- Alghe della laguna : rime vernacole / di F. Dall'Ongaro - Venezia - 1876.
- Novelle vecchie e nuove / F. Dall'Ongaro - Firenze - 1890.
- Racconti - Firenze - Successori Le Monnier - 1890.
- L'addio e le rimembranze : [Componimenti poetici] - Udine - 1893.
- ll bucintoro tratto da Nuova Antologia.